# 해왕성의 발견

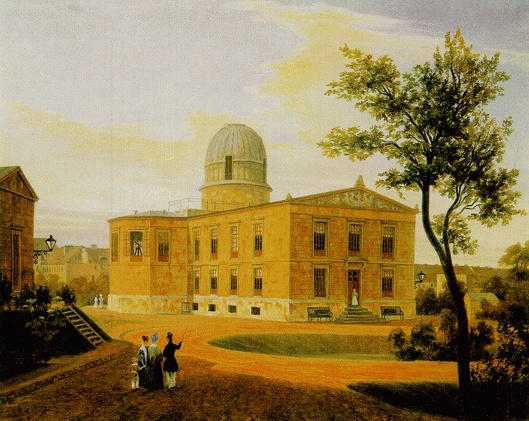
해왕성을 최초로 발견한 베를린 천문대

해왕성은 직접 관측되기 전에 수학적으로 먼저 그 존재가 예측된 행성이다. 영국의 메리 서머빌, 프랑스의 위르뱅 르베리에가 그 위치를 계산했다. 메리 서머빌은 1842년 논문에서 천왕성의 궤도를 방해하는 천왕성 바깥 궤도의 행성을 예측했다. 1846년 9월 23일 밤과 24일 새벽 사이에 천문학자 요한 고트프리트 갈레와 하인리히 다레스트가 베를린 천문대에서 르베리에의 계산에 따라 해왕성을 발견했다. 이 사건은 19세기 과학의 눈부신 성과였으며 뉴턴의 만유 인력 법칙을 극적으로 확인하는 실례가 되었다. 프랑수아 아라고의 말에 따르면 르베리에는 "자기 펜 끝으로" 행성을 발견한 셈이 된 것이다.
사실 따지고 보면 알아채지 못했을 뿐이지 해왕성은 그 이전에도 여러 번 관측되었다. 1612년 12월 28일에 갈릴레오 갈릴레이가 최초로 해왕성을 발견했지만 그 당시 막 역행을 시작하던 해왕성이 멈춰 있는 것처럼 보여 해왕성을 항성으로 착각하고 말았다.
1781년에 윌리엄 허셜이 천왕성을 발견한 이후 1846년까지 그 궤도가 계산되어 왔으나, 천문학자들은 천왕성의 궤도에서 만유인력의 법칙만으로는 설명할 수 없는 불규칙성이 발견되는 것을 알아냈다. 하지만 이 불규칙성은 천왕성 너머에 또다른 행성이 있어 중력적으로 영향을 미친다고 설명하여 해결할 수 있었고, 1845년에 파리의 천문학자 위르뱅 르베리에와 케임브리지의 존 쿠치 애덤스가 각자 그 행성의 위치를 계산하기 시작했다. 르베리에가 먼저 계산에 성공했지만 바로 그 직후에 영국 왕립 천문학자 조지 에어리가 애덤스도 행성의 발견을 예측했다고 발표했다. 하지만 영국 왕립학회는 1846년에 르베리에에게 코플리 메달을 수여하면서 애덤스에 대한 언급은 하지 않았다.
해왕성이 발견되고 불과 17일 뒤에 윌리엄 라셀이 그 제1위성 트리톤을 발견했다.

## 같이 보기
- 해왕성 바깥 행성
- 제9행성
- 벌컨 (행성)